# Richard von Doemming
Richard Ludwig Friedrich von Doemming (* 28. Februar 1845 in Königsberg in der Neumark; † 12. Januar 1905 in Wiesbaden) war ein preußischer Beamter und Landrat.

## Leben und Herkunft
Richard von Doemming war ein Sohn des Oberstleutnants (Heinrich Wilhelm Georg) Ernst von Doemming (* 16. Mai 1810; † 15. April 1858) und dessen Ehefrau Antonie, geborene Grieben (* 7. Mai 1818; † 8. März 1870). Der Vater hatte 1844 zu Schloss Charlottenburg für Preußen die Genehmigung zur Führung des Namens von Doemming erhalten. Der preußische Adelsstand folgte 1909, Neues Palais Potsdam, erst nach dem Ableben des Richard. Der spätere Generalmajor Georg von Doemming (* 1851; † 1921) und der spätere Generalleutnant Ernst von Doemming (* 1856; † 1937) waren seine jüngeren Brüder.
Er besuchte bis zum 11. Lebensjahr zunächst ein Gymnasium in Prenzlau, bevor er zum Kadettenkorps in Potsdam und Berlin wechselte. Am 16. Mai 1863 wurde er Sekondelieutnant im Leibgrenadier-Regiment Nr. 8 in Frankfurt (Oder). Nach einer Verwundung bei den Düppeler Schanzen im Jahr 1864 wurde er zunächst für dienstunfähig erklärt und 1867 aus dem Dienst verabschiedet. Nach der erfolgten Reifeprüfung 1867 begann er in Berlin ein Studium der Rechts- und Kameralwissenschaften. Im Mai 1870 wurde er Gerichtsreferendar beim Kammergericht und im Januar 1871 wurde er in das Sekretariat des Auswärtigen Amtes übernommen, die definitive Übernahme erfolgte am 1. Januar 1873. Ab dem 22. Juni 1878 wurde er mit Erlass vertretungsweise, sowie ab dem 15. Juli 1879 mit definitiver Ernennung als Amtmann mit der Verwaltung des Amtes Usingen betraut. Am 23. Juni 1881 wurde er kommissarischer Landrat des Kreises Wiedenbrück und vom 28. April 1882 bis 1884 war er Amtmann im Amt Langen-Schwalbach. Von 1884 bis 1891 war er Landrat des Kreises Adenau, von 1892 bis 1898 Landrat des Landkreises Fraustadt und von 1897/98 bis 1905 Landrat des Kreises Schildberg.
Zum 1. Januar 1905 wurde er auf eigenes Gesuch in den Ruhestand verabschiedet, jedoch verstarb er bereits wenige Tage später am 12. Januar 1905 bei einem Aufenthalt in Wiesbaden, worauf er in Schildberg beigesetzt wurde.

## Familie
Richard von Doemming war seit dem 2. Februar 1874 in Freienwalde mit Dorothea, geborene Vater (* um 1854, † 1923 Frankfurt (Oder)) verheiratet, Tochter des gleichnamigen Rittergutsbesitzers zu Bazlow. Das Ehepaar hatte keine Nachfahren.